# Quora
Quora — социальный сервис обмена знаниями, веб-сайт вопросов и ответов его пользователей из разных стран, основанный в июне 2009 года Адамом д’Анджело и Чарли Чивером (одни из создателей социальной сети Facebook). 
Сервис использует алгоритм оценивания ценности ответа каждого пользователя, основываясь на оценках его предыдущих ответов. Также сервис использует алгоритм машинного обучения для классификации тематики вопроса на основе истории вопросов и ответов пользователя.
В декабре 2009 года сервис перешёл в режим закрытого бета-тестирования, а 10 июня 2010 года стал доступен широкой публике.
В марте 2010 года сервис был оценен компанией Benchmark Capital в 86 млн долларов США.
Общий объем венчурных инвестиции в компанию составляет не менее $150 млн. Среди инвесторов Питер Тиль.
В августе 2022 года сайт был заблокирован на территории РФ.

## История

### Основание и наименование
Quora был основан в июне 2009 года бывшими сотрудниками Facebook Адамом Д'Анджело и Чарли Чивером . В ответ на вопрос «Как Адам Д'Анджело и Чарли Чивер придумали имя Quora?» Чарли Чивер написал о Quora в 2011 году: «Мы провели несколько часов в мозговом штурме и записали все идеи, которые могли придумать. Посоветовавшись с друзьями и исключив те имена, которые нам не понравились, мы сузили его до 5 или 6 финалистов и в итоге остановились на Quora». Чивер продолжил, заявив: «Полуфиналистом на конкурсе, вместе с Quora был Quiver». 

## Деятельность

### Требование указания настоящих имен участников форума
Quora требует, чтобы пользователи регистрировались с полной формой своих настоящих имен, а не с Интернет псевдонимом (ник); хотя проверка имен не требуется, другие участники могут подавать жалобы о ложных именах других участников. Это было сделано с заявленным намерением повысить доверие к ответам.    
Пользователи с определенной активностью на сайте имеют возможность писать свои ответы анонимно, но эта возможность не активирована по умолчанию. Комментарии к ответам не могут публиковаться анонимно в отличие от вопросов.   
Вопросы могут быть заданы анонимно, и этим пользуется как минимум две категории участников:   
1) Добросовестные, которые предпочитают не раскрывать свои имена, чтобы выяснить вопросы, касающиеся их лично либо способные вызвать осуждение в окружении автора (например, в традиционных закрытых обществах);
2) Злонамеренные авторы вопросов, исходящих из заведомо ложных утверждений и направленных на разжигание ненависти к тому, кто или что упоминается в вопросе — такие вопросы иногда оказываются не заблокированными сразу же фильтрами и службой модерации сайта, но другие пользователи могут пожаловаться на них в службу модерации через пункт Report question в меню вопроса, выбрав из списка причину жалобы.
Пожаловаться можно и на вопросы, написанные не на языке данного сайта, хотя вопросы на языке данного раздела, касающиеся других языков, не только допустимы, но и широко представлены; так, в Quora на английском языке есть раздел/тема о русском языке.
Также пожаловаться можно на непонятный или неграмотный вопрос, написанный на языке данного раздела, тогда как в вопросы и ответы, которые можно исправить читателю, читатель может внести правки через пункт контекстного меню Suggest Edits, и внесенные правки по нажатии кнопки отправки отобразятся у автора вопроса или ответа и могут быть им приняты или отклонены с автоматическим уведомлением автора правок. В меню каждого вопроса любому пользователю можно отследить историю его создания, редактирования текста и тематической принадлежности, а также слияния с ранее заданными вопросами, и если пользователь считает, что разные вопросы объединены (англ. merged) ошибочно (в результате чего отчеты, данные на присоединенный вопрос, не соответствуют тому, к которому их присоединили), можно в истории вопроса в точке объединения подать заявку на откат (англ. Revert) слияния модераторам. Кроме предложения правок текстов чужих вопросов можно и добавлять и удалять их topics — тематические теги.    
За появлением ответов на вопрос и изменением в нем можно следить, подписавшись на него нажатием под его текстом кнопки Follow, что можно отменить повторным нажатием. Можно подписаться и на других пользователей, после чего подписчику будут видны в его ленте уведомления об их новых записях на сайте. В профиле пользователя есть возможность обмена личными сообщениями Message.   
По умолчанию создание вопросов и ответов на сайте бесплатное как для автора, так и для сайта, но опытные участники форума, ответы которых просмотрены многими другими пользователями, вызвали их интерес, одобрение и репосты, могут получить приглашение для получения оплаты стать участником партнерской программы сайта — Quora Partner Program (QPP), но выплаты по ней доступны в ограниченном количестве стран, и Россия в их число не входит.   
Посетители, не желающие входить в систему или использовать файлы cookie, вынуждены были использовать обходные пути для использования сайта. Пользователи могут также войти в систему со своими учетными записями Google или Facebook, используя протокол OpenID . Они могут повышать или понижать число ответов и предлагать правки существующих ответов, предоставленных другими пользователями. Сообщество Quora включает в себя различных известных людей, таких как Джимми Уэльс, Ричард А. Мюллер, Джастин Трюдо, Барак Обама, Хиллари Клинтон и Адриан Ламо, а также некоторых нынешних и бывших профессиональных спортсменов. 
Quora позволяет пользователям создавать профили пользователей с отображаемыми реальными именами, фотографиями, статистикой использования сайта и т. д., которые пользователи могут установить как личные. В августе 2012 года блогер Иван Киригин отметил, что знакомые и подписчики могли видеть его деятельность, в том числе какие вопросы он рассматривал. В ответ на это Quora прекратил показывать вопросы в каналах позже в этом месяце. По умолчанию Quora предоставляет поисковым системам профили своих пользователей, включая их настоящие имена. Пользователи могут отключить эту функцию. 

### Рейтинг ответов для выбора рекомендованных
Quora разработал свой собственный алгоритм оценивания ответов, который работает аналогично Google PageRank. Quora использует технологию Amazon Elastic Compute Cloud для размещения серверов, на которых работает ее веб-сайт. 
В настоящее время у Quora есть разные способы рекомендовать вопросы пользователям: 

#### Лента рекомендации вопросов
При этом методе пользователи имеют временную шкалу, персонализированную в соответствии с их предпочтениями. Quora также предоставляет «интересные» вопросы, которые имеют отношение к этим предпочтениям.

#### Ежедневный дайджест
При этом методе Quora ежедневно отправляет электронное письмо, содержащее набор вопросов с одним ответом, который считается наилучшим, с учетом определенных критериев ранжирования.

#### Смежные вопросы
В этом методе набор вопросов, относящихся к текущему вопросу, отображается сбоку. Этот дисплей не предназначен для конкретного пользователя.

#### Запрашиваемые ответы
Эта функция позволяет пользователю направить вопрос другим пользователям, которые, по его мнению, лучше подходят для ответа на него.

### Модерация контента
Quora поддерживает различные функции, чтобы модерировать контент, публикуемый пользователями. Большая часть модерации контента выполняется пользователями, хотя персонал также может вмешиваться.

#### Голосование в поддержку ответа и против него: Upvote и downvote
Пользователи могут ранжировать ответы в зависимости от того, насколько они полезны или бесполезны, нажав под текстом ответа стрелку вверх с подписью Upvote для поддержки ответа или вниз для выражения неодобрения. Эта функция предназначена для поддержания качества контента, размещаемого в Интернете. Чем больше откликов получает ответ, тем выше его рейтинг, и он будет показан в верхней части поисков, связанных с вопросом. Если ответ оценивается плохо, он будет скрыт (англ. collapsed) и не будет отображаться в лентах людей.

#### Пожаловаться на ответ
Пользователи могут сообщать о плагиате, домогательствах, спаме, некорректных статьях и т. д. Это предназначено, чтобы держать нестандартный контент под контролем.

#### Предложить правки
Пользователи предлагают изменения в ответ. Предложенные изменения становятся видимыми автору ответа, который может одобрить (и опубликовать) или отклонить их.

#### Редактировать вопрос и источник
Пользователи могут напрямую редактировать вопрос. Эти изменения проверяются модератором Quora, который может отменить их, если они считаются неконструктивными.

### Программа поддержки лучших авторов материалов
В ноябре 2012 года Quora представила программу «Лучшие авторы» как способ узнать людей, которые внесли особенно ценный контент на сайт, и стимулировать их дальнейшую деятельность на сайте. Около 150 авторов выбирались каждый год. Лучшие создатели контента сайта были приглашены на соответствующие эксклюзивные мероприятия и получили подарки, такие как фирменные предметы одежды и книги. Компания полагала, что путем развития группы основных пользователей, которые были особенно заинтересованы в сайте, будет создана положительная обратная связь с участием пользователей. 

### Всемирные встречи участников на Quora World Meetup
Quora World Meetup началась в 2017 году как традиция, когда читатели и писатели Quora знакомятся, общаются и веселятся. Quora World Meetups организованы группой участников Quora с назначенным лидером, и в качестве вклада Quora они обычно рассылают посетителям фирменные наклейки. Согласно Quora, они определили Всемирные встречи как «Это наш способ праздновать глобальный рост Quora и всех читателей и писателей, которые сделали это возможным». В последней встрече приняли участие около 3000 писателей из разных городов, а World Meetups 2018 года состоятся с 20 по 25 июня. Всю другую информацию о Meetups можно найти в блоге Quora. 

### Партнерская программа
В 2018 году Quora представила программу, которая предлагает стимулы для пользователей, которые задают вопросы. Участникам программы, которых выбирают только по приглашению, платят через Stripe или PayPal, исходя из вовлеченности пользователей и доходов от рекламы, полученных в результате вопросов. 
«Вопросы компенсируются на основе привлечения пользователей и доходов от рекламы, которые они генерируют. После того, как вы зададите вопрос, вы заработаете на нем деньги в течение 1 года». 
Эта программа подверглась резкой критике со стороны пользователей, которые считают, что финансовый стимул привел к публикации вопросов низкого качества, которые подорвали первоначальную концепцию сайта. Выплата производятся в ограниченный список стран, в который Россия не входит, хотя популярные на сайте авторы из России иногда получают приглашения в ней участвовать, которые потом модераторы в личной переписке объясняют как ошибочные.

### Пространства (Spaces)
В ноябре 2018 года Quora прекратила поддержку пользовательских блогов и представила новую функцию под названием «Spaces». Пространства — это сообщества единомышленников, где пользователи могут обсуждать и делиться контентом, связанным с темой или темой пространства. Пространство — это страница Quora, в которой есть свои администраторы, модераторы, участники и подписчики. 
- Администраторы имеют абсолютный контроль над пространством. Модераторы могут добавлять или удалять, а также одобрять или отклонять контент и отправку в пространство. Участники могут добавлять такие материалы, как сообщения, внешние ссылки на веб-сайты или вопросы и ответы Quora.
- Как только пространство приобрело определенное количество подписчиков (2000 по состоянию на август 2019 г.), Quora позволяет администратору пространства добавлять пользовательский URL-адрес, начинающийся с «q/».

## Отзывы о сайте

### Демография
По состоянию на сентябрь 2019 года, по данным Alexa Internet, Индия составляет самую большую базу пользователей на 38%, а затем в США на 26%, с общим глобальным сайтом рейтинге 233. 

### Критические отзывы
В 2010 году СМИ широко рассмотрели вопрос о Quora. По словам Роберта Скобла, Quora удалось объединить атрибуты Twitter и Facebook . Позже, в 2011 году, Скобл раскритиковал Quora за то, что он является «ужасным сервисом для ведения блогов» и, хотя и достойный сайт вопросов и ответов, не намного лучше, чем альтернативы. 
С 2014 года в Quora продолжаются споры по поводу использования robots.txt для указания сканерам, таким как Wayback Machine интернет-архива, не индексировать и не архивировать сайт. Заявленная причина Quora заключается в том, что API-интерфейсы Wayback Machine не дают пользователям возможность подвергать цензуре ответы, о которых они могут сожалеть о предыдущих публикациях. Критики выразили обеспокоенность по поводу судьбы контента Quora, если сайт вообще отключится, и рекомендовали Stack Overflow в качестве легко архивируемой альтернативы. 
Quora подверглась резкой критике за удаление деталей вопроса в августе 2017 года. По мнению некоторых пользователей, удаление подробностей вопроса ограничивало возможность отправки личных вопросов и вопросов, требующих фрагменты кода, или мультимедиа которая не вписывалась в ограничение длины для URL. Согласно официальному объявлению об обновлении продукта, удаление деталей вопроса было сделано, чтобы подчеркнуть канонические вопросы.